# 魯比杜鎮區 (密蘇里州普瓦斯基縣)
魯比杜鎮區（英語：Roubidoux Township）是位於美國密蘇里州普瓦斯基縣的一個行政鎮區。

## 地方資料
魯比杜鎮區的面積為163.32平方千米，當中陸地面積為162.46平方千米，而水域面積為0.86平方千米。根據2020年美國人口普查的數據，當地共有人口330人，而人口密度為每平方千米2.02人。